# Die Pechvögel
Die Pechvögel (Originaltitel: One More Time) ist eine US-amerikanische Filmkomödie von Jerry Lewis  aus dem Jahr 1969 mit Sammy Davis, Jr. und Peter Lawford in den Hauptrollen.

## Handlung
Die Besitzer des Nachtclubs Salt & Pepper  im Londoner Stadtteil Soho, Charlie Salt und Chris Pepper, sind hoch verschuldet. Da auch der Club beinahe bankrott ist, versucht Pepper von seinem reichen Zwillingsbruder, Lord Sydney Pepper, Geld zu leihen. Beide sind zerstritten, weshalb Sydney das Ansinnen rundweg ablehnt.
Chris verkleidet sich als sein Bruder, um trotzdem an das Geld zu kommen. Sydney hat sein Vermögen als Diamantenschmuggler und Doppelagent gemacht, was schließlich zu seiner Ermordung führt. Chris übernimmt nun dauerhaft die Rolle seiner Zwillingsbruders, ohne freilich dessen geheimes Doppelleben zu kennen. Charlie gegenüber gibt er vor, bei dem Ermordeten handele es sich um dessen Freund. Er setzt Charlie schließlich als seinen Assistenten ein; dieser akzeptiert das Angebot mit dem Hintergedanken, dadurch vielleicht den Mörder finden zu können. Beide ziehen ins Schloss des ermordeten Lords, in dessen Keller Graf Dracula und Baron Frankenstein leben.
Schließlich gibt sich Chris Charlie gegenüber zu erkennen. Zusammen stellen sie sich den Mördern von Lord Sydney; der Film schließt jedoch mit einem offenen Ende, in dem die beiden vor den Gangstern flüchten.

## Produktion
In der Fortsetzung der Komödie Salz und Pfeffer von Richard Donner aus dem Jahr 1968 übernahm Jerry Lewis die Regie, der sowohl auf die beiden Hauptdarsteller Sammy Davis, Jr. und Peter Lawford als auch den Drehbuchautoren Michael Pertwee zurückgreifen konnte. In Cameoauftritten sind Peter Cushing und Christopher Lee in ihren Paraderollen aus den Hammer-Filmen zu sehen. Die 1969 produzierte Komödie wurde in der Bundesrepublik Deutschland am 30. April 1971 erstaufgeführt.

## Kritik
„Recht unterhaltsame Kriminalkomödie mit vielen skurrilen und klamaukhaften Szenen.“